# 衡阳工业博物馆
衡阳工业博物馆，位于湖南省衡阳市衡山科学城，于2017年9月29日开馆。 

## 历史
衡阳工业博物馆馆藏着各种工业遗存物3000余件，总建筑面积为11000平方米，展览面积8600平方米。 

## 展厅
衡阳工业博物馆内，包括衡阳工业古代厅、衡阳工业近代厅、衡阳工业现代厅、临展厅、科学城展厅和未来厅。 